# Университет Сент-Джонс (Нью-Йорк)

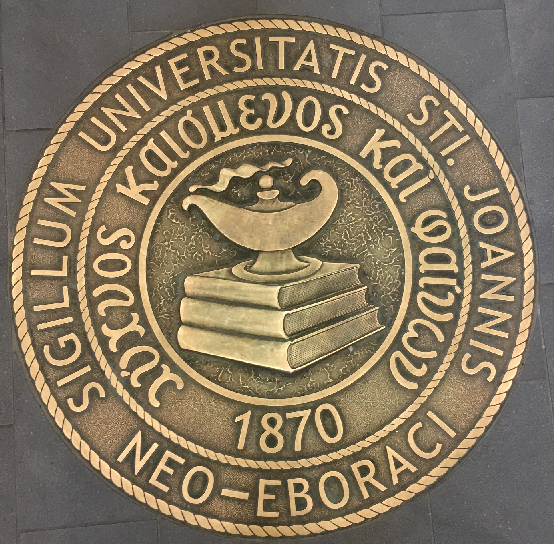

Университет Сент-Джонс (англ. St. John's University, сокр. STJ, также Университет Святого Иоанна) — частный, католический, исследовательский университет в Нью-Йорке, США.
В университете в 2016 году обучалось 16 440 студентов и 4647 аспирантов. Университет предлагает более ста программ бакалавриата, магистратуры и докторантуры, а также профессиональное сертифицирование.

## История
Университет Сент-Джонс был основан в 1870 году лазаристами (викентийцами) Римско-католической церкви в ответ на предложение первого епископа Бруклинского — Джона Лафлина, чтобы предоставить детям из бедных кварталов города достойное образование и воспитание. Создавался на идеалах Викентия де Поля, покровителя христианского милосердия. Следуя его традициям, университет стремится обеспечить образование, которое поощряет активное участие в социальной справедливости и благотворительности.
Первоначально университет являлся колледжем святого Иоанна Крестителя и находился в Бруклине. 28 мая 1868 года был заложен фундамент его первого здания, которое было открыто для образовательных целей 5 сентября 1870 года. Начиная с учреждения юридической школы в 1925 году, Сент-Джонс продолжил основывать другие школы и стал университетом в 1933 году. В 1954 году Сент-Джонс открыл новый кампус в Куинсе, на месте бывшего гольф-клуба Hillcrest. Примерно в течение следующих двух десятилетий другие школы университета переехали в новый кампус в Куинсе. Последняя из школ переехала туда в 1972 году, положив конец университетскому кампусу в центре Бруклина.
27 января 1971 года Совет регентов штата Нью-Йорк одобрил объединение университета с бывшим колледжем Нотр-Дам (Notre Dame College) — частным женским колледжем. В 1990 году плата за обучение в Сент-Джонсе была менее половины от того, что стоило обучение в Нью-Йоркском или Колумбийском университетах.

## Руководство и структура
Университет Сент-Джонс является некоммерческой организацией, контролируемой частным Советом попечителей. Conrado Gempesaw, доктор философии, является 17-м президентом университета, а преподобный Bernard M. Tracey, лазарист, выступает в качестве исполнительного вице-президента.
Университет состоит из шести колледжей и школ:
- St. John's College of Liberal Arts and Sciences,
- School of Education,
- Peter J. Tobin College of Business,
- College of Pharmacy and Health Sciences,
- College of Professional Studies,
- St. John's School of Law.

Филиалы университета Сент-Джонс находятся в: Статен-Айленде (Нью-Йорк), Манхэттене (Нью-Йорк), Hauppauge (Нью-Йорк), Риме (Италия), Париже (Франция)

## Братства
В Университете существуют студенческие объединения:
| - Alpha Delta Phi - Alpha Phi Alpha - Iota Nu Delta - Kappa Alpha Psi - Kappa Sigma - Omega Psi Phi - Phi Beta Sigma - Phi Delta Chi - Phi Delta Psi - Phi Delta Theta - Pi Kappa Phi - Pi Lambda Phi - Sigma Chi Beta - Sigma Iota Epsilon - Tau Kappa Epsilon | - Alpha Kappa Alpha - Alpha Sigma Alpha - Delta Phi Epsilon - Delta Sigma Theta - Gamma Phi Beta - Kappa Phi Lambda - Lambda Phi - Phi Sigma Sigma - Sigma Gamma Rho - Theta Phi Alpha - Zeta Phi Beta |